# マーク・ハンブルク

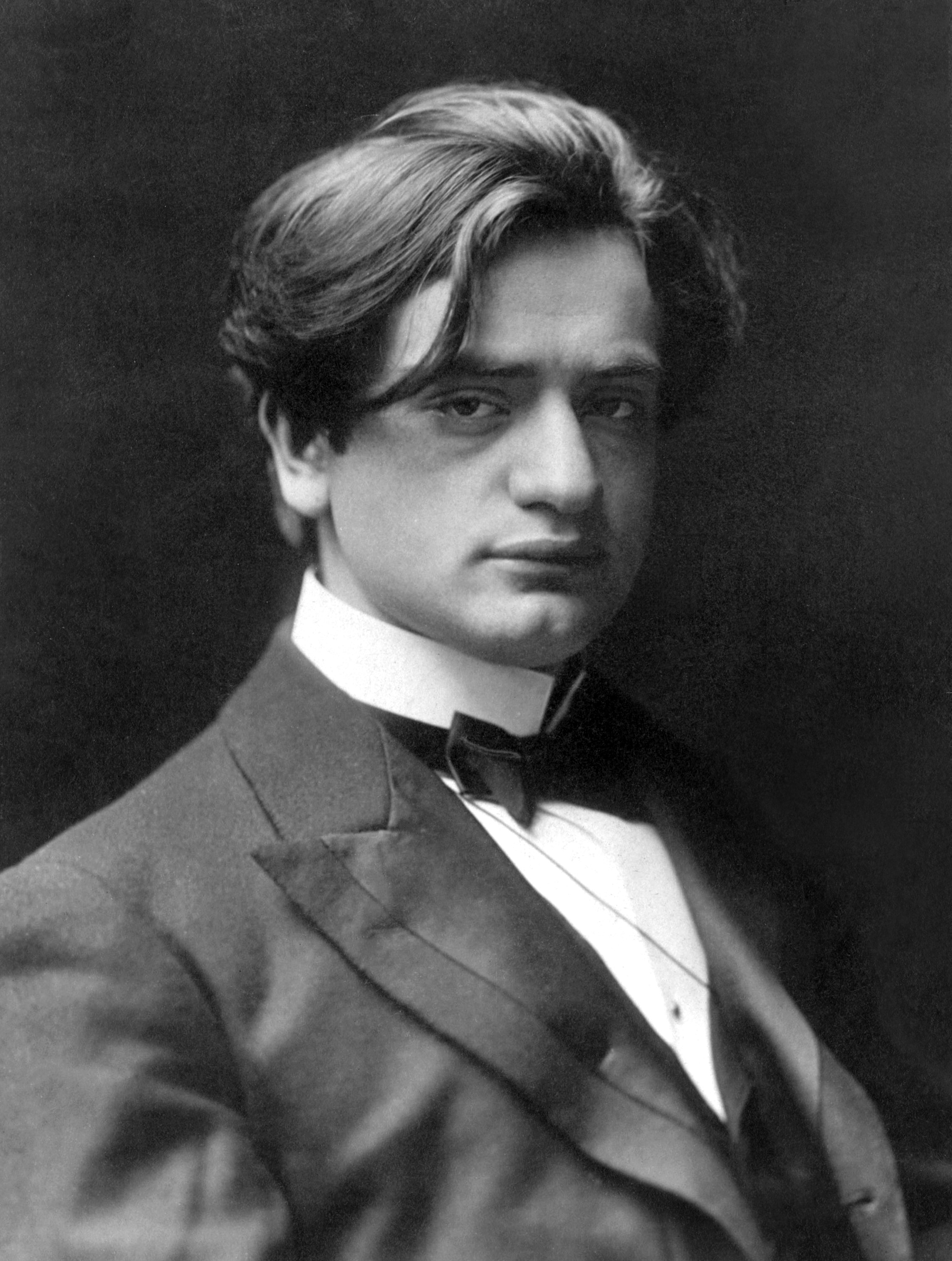
マーク・ハンブルク、1897年頃

マーク・ハンブルク（Mark Hambourg, 1879年6月1日 - 1960年8月26日）は、ロシア出身のピアノ奏者。本名はマルク・ミハイロヴィチ・ガンブルク (Марк Михайлович Гамбург) 。
現在のウクライナ国境東側のボグチャル（en）出身。ピアノ教師であった父ミハイルにピアノを師事。1889年に家族でモスクワに移住し、当地でコンサート・デビューを果たした。
1891年にロンドンへの演奏旅行を成功させたことで、家族ともどもイギリスに移住することとなったが、また同時にイグナツィ・パデレフスキの知己を得、パデレフスキの推薦でウィーンに留学してテオドル・レシェティツキの門下となった。1895年にウィーンでの留学を終えた後、オーストラリアへの演奏旅行を成功させ、ラウル・プーニョの代役としてウジェーヌ・イザイの伴奏者を務めたり、フェルッチョ・ブゾーニのピアノ協奏曲のイギリス初演の独奏を務めたりして名声を高めた。また弟のヤンとボリスとでピアノ三重奏団を結成しての演奏活動も活発に行った。
ケンブリッジにて死去。